# تشو جين وونغ
تشو جين وونغ (بالكورية: 조진웅)‏ هو ممثل كوري جنوبي ولد في 3 مارس 1976، شارك في بطولة مسلسل إشارة.

## الأعمال

### أفلام
| السنة | العنوان                     | الدور                       | م.     |
| ----- | --------------------------- | --------------------------- | ------ |
| 2014  | يوم عصيب                    | بارك تشانغ مين              | [ 3 ]  |
| 2014  | الأدميرال: التيارات الهادرة | واكيساكا ياسوهارو           | [ 4 ]  |
| 2015  | اغتيال                      | تشو سانغ-أوك                | [ 5 ]  |
| 2016  | الخادمة                     | كوزوكي                      | [ 6 ]  |
| 2017  | اللحية الزرقاء              | الطبيب سيونغ هون            | [ 7 ]  |
| 2017  | مدينة الجريمة               | رئيس وحدة التحقيق الإقليمية |        |
| 2018  | الجاسوس يتوجه شمالا         | هاك سونغ                    | [ 8 ]  |
| 2018  | الغرباء الحميمون            | سيوك هو                     | [ 9 ]  |
| 2024  | رجل ميت                     | لي مان جاي                  | [ 10 ] |

### مسلسلات
| السنة | العنوان             | الدور        | م.     |
| ----- | ------------------- | ------------ | ------ |
| 2010  | صائد العبيد         | كواك هان سوم |        |
| 2011  | شجرة ذات جذور عميقة | مو هيول      | [ 11 ] |
| 2016  | إشارة               | لي جاي هان   | [ 12 ] |
| 2023  | الأم الطيبة السيئة  | تشوي هاي سيك | [ 13 ] |
| 2025  | كارما               | مُقرض المال   |        |

## وصلات خارجية
- تشو جين وونغ على موقع IMDb (الإنجليزية)
- تشو جين وونغ على موقع روتن توميتوز (الإنجليزية)
- تشو جين وونغ على موقع أول موفي (الإنجليزية)
- تشو جين وونغ على موقع قاعدة بيانات الفيلم (الإنجليزية)
- تشو جين وونغ على موقع كينوبويسك (الروسية)